# Bàng Bỉnh Huân
Bàng Bỉnh Huân (phồn thể: 龐炳勳, giản thể: 庞炳勋, bính âm: Pang Bingxun; Wade-Giles: Pang Ping-hsun) (25 tháng 10 năm 1879 – 12 tháng 1 năm 1963) là một vị tướng Quốc dân đảng từng chiến đấu với Lục quân Đế quốc Nhật Bản và Hồng quân Trung Quốc. Ông nổi tiếng vì ngăn chặn được Sư đoàn 5 của Đại tướng Itagaki Seishirō, một trong những người chủ mưu Sự biến Mãn Châu, chiếm được Lâm Nghi và hội quân với Sư đoàn 10 của Đại tướng Isogai Rensuke tại Đài Nhi Trang; phá vỡ kế hoạch tấn công Tô Châu của họ. 

## Thời trẻ và sự nghiệp trong quân đội
Bàng sinh ra trong một gia đình nông thôn tại Hà Bắc và gia nhập Tân quân của nhà Thanh. Sau khi đậu kì thi võ của triều đình nhà Thanh, ông được bổ nhiệm hàm tương đương đại úy, nhưng khi Cách mạng Tân Hợi bùng nổ năm 1911, ông bị các chỉ huy nghi ngờ là có cảm tình với cách mạng và bị buộc từ chức. Trở về quê, Bàng làm nghề kinh doanh nhỏ để kiếm sống.
Năm 1920, quê ông bị hạn hán nghiêm trọng và nạn đói xảy ra, ông quyết định quay lại quân đội ở tuổi 41. Ông tham gia quân Tây Bắc và phục vụ một vài lãnh chúa địa phương, rồi dần dần trở thành một trong những chỉ huy nổi danh nhất Hoa Bắc. Khi Tưởng Giới Thạch phát động Chiến tranh Bắc phạt năm 1926, Bàng đang phục vụ Ngô Bội Phu, một trong những quân phiệt hùng mạnh nhất miền Trung và Bắc Trung Hoa. Hiểu được thời thế đã thay đổi, Bàng tuyên bố ủng hộ Cách mạng Quốc dân và gia nhập với Tướng Đường Sinh Trí.
Sau khi Tưởng Giới Thạch đàn áp phe Cộng sản trong vụ Thảm sát Thượng Hải, Chính phủ Quốc dân Vũ Hán ra lệnh cho Bàng Bỉnh Huân tấn công Nam Kinh, nhưng Bàng lại gia nhập Tập đoàn quân 2 của Phùng Ngọc Tường, làm sư đoàn trưởng trong quân của Phùng. Ông chiến đấu dũng cảm dưới quyền Phùng Ngọc Tường trong Đại chiến Trung Nguyên, nhưng khi Trương Học Lương, Tổng tư lệnh Quân đội biên giới Đông Bắc, trước đây có tên gọi Phụng hệ, ủng hộ Tưởng Giới Thạch, lực lượng chống Tưởng nhanh chóng thất bại. Bàng lại đổi phe, tuyên bố ủng hộ Chính phủ Quốc dân và trở thành Tư lệnh Quân đoàn 40. Ông tham gia một loạt chiến dịch chống quân Cộng sản tại Thiểm Tây rồi phòng thủ Hoa Bắc chống lại Lục quân Đế quốc Nhật Bản dưới quyền Nguyên soái Nam tước Mutō Nobuyoshi trong Đại chiến Trường Thành.
Năm 1935, Phùng Ngọc Tường và một số đồng minh cũ tham gia phong trào kháng chiến ở Nội Mông (1933–1936) chống lại quân Nhật xâm nhập vùng này. Vì Tưởng Giới Thạch vẫn nuôi hi vọng giải quyết hòa bình những tranh chấp với Nhật, ông ta cử Bộ trưởng Quốc phòng Hà Ứng Khâm đi giải giáp Quân kháng Nhật Nhân dân Sát Cáp Nhĩ của Phùng Ngọc Tường và bổ nhiệm Bàng Bỉnh Huân làm Chủ tịch tỉnh Sát Cáp Nhĩ để làm vừa lòng các tư lệnh Nhật. Chính phủ Quốc dân thăng ông lên Trung tướng năm 1936. Bàng vẫn ủng hộ Tưởng Giới Thạch trong Sự biến Tây An và tham gia Chiến tranh Trung-Nhật lần thứ 2 năm sau.

## Chiến tranh Trung-Nhật lần thứ 2
Tháng 7 năm 1937, Bàng Bỉnh Huân tham gia Chiến tranh Trung-Nhật lần thứ 2 ở Hoa Bắc. Khi quân Nhật tấn công trong Trận Bắc Bình–Thiên Tân, ông yểm hộ cho Binh đoàn 29 của Tống Triết Nguyên rút về Sơn Đông. Tháng 12 năm 1937, đơn vị của ông nhập vào Quân khu 5 dưới quyền Tướng Lý Tông Nhân, và từ ngày 16 tháng 3 – 17 tháng 4 năm 1938, ông và Trương Tự Trung cố thủ kiên cường trước quân Nhật của Đại tướng Itagaki Seishirō và góp công vào chiến thắng của quân Trung Hoa trong Trận Đài Nhi Trang.
Sau Trận Từ Châu, ông lại được thuyên chuyển về Hoa Bắc, ác chiến với quân Nhật tại đây. Ông được thăng lên Tổng tư lệnh Tập đoàn quân 24 và Tỉnh trưởng Hà Bắc. Trong nhiệm kỳ Tỉnh trưởng, lực lượng của ông từng giao chiến với Bát lộ quân của Cộng sản, rồi hai bên ký kết thỏa ước không xâm phạm lẫn nhau và ngừng bắn. Năm 1941, Phương diện quân Bắc Chi Na (Nhật Bản) của Đại tướng Tada Hayao tiến hành Trận Tấn Nam đánh bại quân Quốc dân. Bàng lúc này đã hơn 60 tuổi xin từ chức, nhưng Tưởng Giới Thạch không chấp nhận vì rất khó có được những tư lệnh giàu kinh nghiệm như ông vào thời điểm đó. Tướng Bàng tiếp tục tập kích quấy rối quân Nhật ở Hoa Bắc.
Tháng 4 năm 1943, 50,000 quân Nhật dưới quyền Đại tướng Okamura Yasuji tăng cường trấn áp sự kháng cự của quân Trung Hoa tại đây và chọc thủng được tuyến phòng thủ của Bàng, hầu hết lực lượng của ông chạy trốn về hướng Nam. Nhưng trong khi rút quân, ông mất liên lạc với tổng hành dinh của mình và phải lẩn trốn trong một hang động. Tôn Điện Anh, Tư lệnh Quân đoàn 5 của chính quyền bù nhìn, và một viên trung tướng Nhật bắt được ông và buộc ông đầu hàng.
Bàng bị đưa về tổng hành dinh quân Nhật; ngày 23 tháng 5 năm 1943, Tổng thống Uông Tinh Vệ của chính thể bù nhìn Nam Kinh bổ nhiệm ông làm Tổng tư lệnh Tập đoàn quân 24. Sau khi ông đầu hàng, Chính phủ Quốc dân đảng tìm cách kêu gọi ông quay lại, và Bàng đồng ý tái gia nhập phe Quốc dân đảng. Nhưng các tư lệnh Nhật phát hiện ra kế hoạch này và giải tán lực lượng của ông.
Năm 1944, ông được chuyển đến Hà Nam làm Chủ nhiệm Bình định Khai Phong, ông vẫn liên lạc với Trùng Khánh qua Cục Điều tra Thống kê của Thiếu tướng Đới Lạp. Khi quân Nhật ở Trung Hoa đầu hàng vào năm sau, Tưởng Giới Thạch lại bổ nhiệm ông làm tư lệnh tiền phương, chịu trách nhiệm ngăn chặn quân Cộng sản.

## Nội chiến Trung Hoa và giải nhiệm
Năm 1946, khi Nội chiến Trung Hoa lại bùng phát, Bàng giao lại lực lượng của mình cho Chính phủ Trung ương ở Nam Kinh. Tôn Điện Anh được cử làm Tư lệnh Quân đoàn 40, vẫn kiêm nhiệm Tư lệnh Tập đoàn quân 24. Nhưng khi Quân Giải phóng Nhân dân Trung Quốc dưới quyền Nguyên soái Lưu Bá Thừa tiêu diệt lực lượng của Bàng và Tôn trong Chiến dịch Hàm Đan, Bàng được giao nhiệm vụ tái tổ chức các đơn vị đã tan rã và được cử làm cố vấn quân sự Bộ Quốc phòng (Trung Hoa Dân Quốc) rồi xin nghỉ hưu. Trước khi quân Cộng sản của Nguyên soái Lâm Bưu chiếm được Hoa Bắc, ông rời Hà Nam đi Nam Kinh năm 1948. Sau Chiến dịch Hoài Hải, ông theo Tưởng Giới Thạch và các lãnh tụ Quốc dân đảng chạy ra Đài Loan.
Tại Đài Loan do lương hưu không đủ sống, ông mở một nhà hàng tại Đài Bắc cùng người bạn cũ là Tướng Tôn Liên Trọng. 
Ông mất tại Đài Loan ngày 12 tháng 1 năm 1963. 

## Sự nghiệp quân sự
- 1937 Tư lệnh Sư đoàn 39
- 1937 - 1938 Tư lệnh Binh đoàn 3
- 1937 - 1941 Tư lệnh Quân đoàn 40
- 1940 - 1943 Chủ tịch Chính phủ tỉnh Hà Bắc
- 1943-1945 Tư lệnh Tập đoàn quân 24